# Торпеда Бреннана
Торпеда Бреннана — вид управляемого оружия, разработанный австралийским изобретателем англ. Бреннан, Луи в 1877 году. Представляла собой механическую торпеду, приводившуюся в действие расположенной на берегу паровой машиной, выбирающей тонкие тросы с расположенных внутри торпеды катушек. Путём изменения скорости разматывания тросов, можно было управлять движением торпеды и направлять её в цель на расстоянии до 1800 метров.
Была принята на вооружение Королевским военно-морским флотом Великобритании, и использовалась для защиты входов в гавани. Оставалась на службе с 1886 по 1906 год.

## История
Бреннан утверждал, что идея торпеды с механическим двигателем появилась у него в результате наблюдений за вращением катушки с хлопковой нитью, которая, когда её тянули за нитку, катилась в противоположном направлении. Он попытался представить, какой механизм мог бы использовать подобный принцип, и решил, что единственным аппаратом, которому может потребоваться движение на сравнительно небольшую дистанцию без возврата является торпеда.
В 1874 году Бреннан начал (с помощью математиков из Мельбурнского университета) продумывать идею своей торпеды, и в 1878 году, после ряда экспериментов, представил действующую модель. Проведенные эксперименты оказались успешными, и привлекли внимание британского адмиралтейства, которое направило контр-адмирала Дж. Вилсона, командира австралийского эскадрона Королевского Флота, проинспектировать изобретение. Демонстрация произвела на адмирала такое впечатление, что тот поддержал предоставление изобретателю грантов на продолжение работ, и в 1879 году первый действующий образец торпеды был представлен правительству.
В 1883 году, усовершенствованная модель торпеды была представлена на испытания королевского инженерного корпуса. После трех лет работ, корпус наконец, выдал положительное заключение и рекомендовал торпеду к принятию на вооружение для обороны портов и гаваней.

## Конструкция
Главной особенностью торпеды Бреннана было отсутствие в её корпусе двигателя. Винты торпеды приводились в действие от двух барабанов, на каждый из которых было намотано несколько тысяч метров стальной проволоки. Расположенная на берегу паровая машина выбирала тросы и заставляла тем самым вращаться барабаны, приводя в действие через дифференциальный механизм два вращающихся в противоположные стороны винта.
Управление торпедой осуществлялось с берега, путём регулировки скорости выбирания тросов. Если один из барабанов внутри корпуса торпеды начинал вращаться быстрее чем другой, специальное механическое приспособление приводило в действие рулевой механизм. Таким образом, ускорив выбирание одного троса торпеду заставляли повернуть влево, а ускорив выбирание другого — вправо. Если оба троса выбирались с одинаковой скоростью, барабаны вращались одинаково быстро и руль фиксировался в среднем положении.
Исходная версия торпеды развивала скорость до 20 узлов (порядка 36 км/ч), используя проволоку толщиной в 1 мм. Позднее, торпеда была усовершенствована, и толщина проволоки увеличена до 1,8 мм, что позволило поднять скорость торпеды до 27 узлов (48,6 км/ч). Торпеда была оснащена механизмом, автоматически поддерживающим её на стабильной глубине.
Запуск торпеды Бреннана осуществлялся с берега. Торпеда сталкивалась в воду по рельсам с берегового ската, после чего запускался расположенный на берегу двигатель и торпеда приходила в движение. Оператор следил за курсом торпеды с 12-метровой раскладной наблюдательной вышки через бинокль (для лучшего отслеживания движения торпеды, на ней монтировалась выступающая над водой мачта с флажком) и при помощи электрических переключателей регулировал скорость выбирания одного и другого троса.
Практические испытания продемонстрировали, что опытный оператор может поразить торпедой движущийся объект на расстоянии до 1800 метров, при этом в случае промаха он мог даже описать дугу и вновь направить торпеду к цели.

## Развертывание
Развертывание торпеды началось с 1886 года. По мере успешного строительства первых позиций, планы были расширены и к 1891 году предполагалось развернуть уже 15 береговых торпедных станций в стратегических портах Британской Империи. На практике, планы были реализованы лишь частично: торпедные станции появились на острове Уайт, в Плимуте, Корке, Гонконге и на Мальте. От двух до четырёх станций было смонтировано для прикрытия каждого из этих объектов.
Каждая торпедная станция состояла из телескопической выдвижной мачты, береговой аппаратуры сматывания троса и рельсовых дорожек для торпед, по которым они спускались бы в воду. Предполагалось, что торпеды должны будут применяться для кинжальной стрельбы по прорывающимся вражеским крупным кораблям. Технические возможности торпеды вполне позволяли опытному оператору поразить даже идущий полным ходом броненосец, а незначительное время движения (на дальность 1800 м торпеда шла всего около двух минут) практически исключало шансы противника увернуться.
В 1906 году, после завершения русско-японской войны, значительно обогатившей теорию применения торпедного оружия, Комитет по вопросам вооружений Великобритании счел торпеды Бреннана устаревшими из-за их малого радиуса действия и неприменимости в темное время суток, и рекомендовал снять их с вооружения, что и было сделано.